# Деревни (Большесельский район)
Деревни — деревня в Большесельском сельском поселении Большесельского района Ярославской области.
Деревня Деревня указана на плане Генерального межевания Рыбинского уезда 1798 года.

## Население
По данным статистического сборника «Сельские населенные пункты Ярославской области на 1 января 2007 года», в населённом пункте Деревни проживает 9 человек. По топокарте на 1981 год в деревне проживало 0,05 тыс. человек.

## География
Деревня стоит на удалении около 1,5 км к северу от районного центра Большое Село. Она стоит с западной стороны дороги, следующей из Большого Села на север к Дунилово. Южнее её на расстоянии около 500 м на этой дороге стоит деревня Совкино, а на расстоянии около 1,5 км к северу конечный пункт дороги Дунилово. Севернее деревни протекает небольшой безымянный ручей текущий в систему канав Дуниловского болота.